# Levél nővéremnek
A Levél nővéremnek Cseh Tamás első, Másik Jánossal közösen jegyzett nagylemeze, Bereményi Géza dalszövegeivel, a dalok zenéit Cseh Tamás, Novák János és Másik János szerezte. A bemutatkozó lemez csak 1977-ben jelent meg, annak ellenére hogy a szerzőpáros már 1970 óta együtt dolgozott, a hasonló című műsor a Huszonötödik Színházban 1975-től ment.
Itt egy őskép van. Két ember kiáll, azt állítva önmagukról, hogy ők egy személy. Tehát két ember, egy személyként, levelet ír a nővérének. A nővérről tudjuk, hogy a férfiember életében más nő, mint a többi. Megtestesíti a férfi női részét. A jobbik részét. Egy ideális nőszemély. Akihez nem nemileg közeledünk, akihez más szándékkal közeledünk, mint a többi nőhöz. Lelkünk női fele. Tehát a két ember, aki egy ember, személyesen megszólítja a lelkének a jobbik felét. Ez őskép. Amiről nem tudunk, csak érezzük.
Miközben a Levél nővéremnek a Cseh-Bereményi páros bemutatkozó lemeze, a 2009-ben megjelent A DAL nélkül... című lemez egy ennél korábbi, 1973-as műsort mutat be.

## A lemez dalai
1. A levél kezdete
2. BUDAPEST
3. A második levélrészlet
4. PRESSZÓ
5. A harmadik levélrészlet
6. APA KALAPJA
7. A negyedik levélrészlet
8. A HATVANAS ÉVEK
9. Az ötödik levélrészlet
10. AZ ÉJFÉLI GYORS
11. NINCSEN MÁS
12. KRAKKÓI VONAT
13. A levél közepe
14. ÁLOMFEJTÉS
15. JUTALOMOSZTÁS
16. A hetedik levélrészlet
17. VILÁGNÉZETI KLUB
18. A nyolcadik levélrészlet
19. TANULMÁNYI KIRÁNDULÁS
20. KÖLTÖZKÖDÉS
21. EGY KITALÁLT SZEMÉLY
22. A levél befejezése
23. KÉZBESITÉS

## Közreműködő zenészek
- Cseh Tamás – ének, gitár
- Másik János – ének gitár, basszusgitár, nagybőgő, bendzsó, orgona, zongora, csembaló, ütőhangszerek
- Novák János – cselló
- Tomsits Rudolf – trombita
- Gőz László – harsona